# Võlupe jõgi
Võlupe jõgi är ett vattendrag på ön Ösel i Estland. Det är gränsflod mellan kommunerna Leisi och Orissaare i landskapet Saaremaa (Ösel). Den är 15 km lång. Källan ligger i närheten av Tagavere och mynningen är i viken Triigi laht i havsområdet Moonsund. Den rinner i nordlig riktning och mynnar på Ösels nordsida. Võlupe jõgi avvattnar Järveküla järv.